# Elymus festucoides
Elymus festucoides là một loài thực vật có hoa trong họ Hòa thảo. Loài này được (Maire) Ibn Tattou mô tả khoa học đầu tiên năm 1998.